# Club Orientació Catalunya
Club Orientació Catalunya (COC) és un club esportiu de curses d'orientació de Barcelona creat el 1988.
El COC ha estat el club degà i pioner en curses d'orientació de Catalunya. Fou impulsat per Carles Lladó i Badia, que fou també fundador de la Federació de Curses d'Orientació de Catalunya (FCOC). Fundats en gairebé les mateixes dates, en la primera etapa del COC, aquest, fins i tot, arribà a confondres amb la mateixa FCOC. Aquest club reuní als màxims exponents i promotors d'aquest esport a Catalunya, arribant a proclamar-se campió de Catalunya de relleus masculins en els anys 1991, 2003, 2004, 2007 i 2008, i també de relleus femenins els anys 1995 i 1998. En alguna ocasió, també arribà a proclamar-se subcampió d'Espanya de relleus. A títol individual, molts dels seus corredors es proclamaren campions de Catalunya i d'Espanya, i alguns participaren en Campionats Mundials i en altres competicions internacionals com la Copa Llatina i el Trofeu Ibèric. La major part de la selecció catalana és formada per corredors d'aquest club. Ha organitzat diverses proves de la Lliga estatal i del calendari català i proves internacionals, com els 5 i 12 dies de Catalunya o el Trofeu Internacional Ciutat de Barcelona. També practica altres modalitats d'orientació com la BTT-O i l'esquí-O. Des de l'any 1997, el club publica periòdicament el butlletí OrientaCOC. Entre els atletes destacats que formen part del COC es troben Roger Casal Fernàndez, Anna Amigó Bertran i els germans Biel i Ona Ràfols i Perramon, que han esdevingut campions d'Espanya en nombroses ocasions.